# Comtat de Moha
El comtat de Moha fou una jurisdicció feudal del Sacre Imperi Romanogermànic situada a la riba dreta del Mehaigne, dins el país d'Haspengouw. Originalment fou una senyoria que va adoptar el títol de comtat perquè fou governada pels comtes de Dagsburg a Alsàcia. No era un dels quatre pagus en què es va fraccionar Haspengouw però si estava dins aquest país. Els senyors de Moha foren comtes de Dagsburg quan l'hereva d'aquests comtat es va casar amb Albert II. Els comtes de Loon reclamaven Moha però es va produir un acord el 1197 amb un repartiment del territori si el comte de Dagsburg moria sense hereus; no obstant aquest arranjament fou anul·lat pel testament que nomenava el duc de Brabant com a hereu únic de Moha. Malgrat l'acord, el comte Albert III va vendre les seves terres a Hug de Pierrepont, príncep-bisbe de Lieja, el que no va agradar gaire a Enric I de Brabant. Això va ser l'inici d'una sèrie de batalles i querelles entre el ducat i el bisbat.

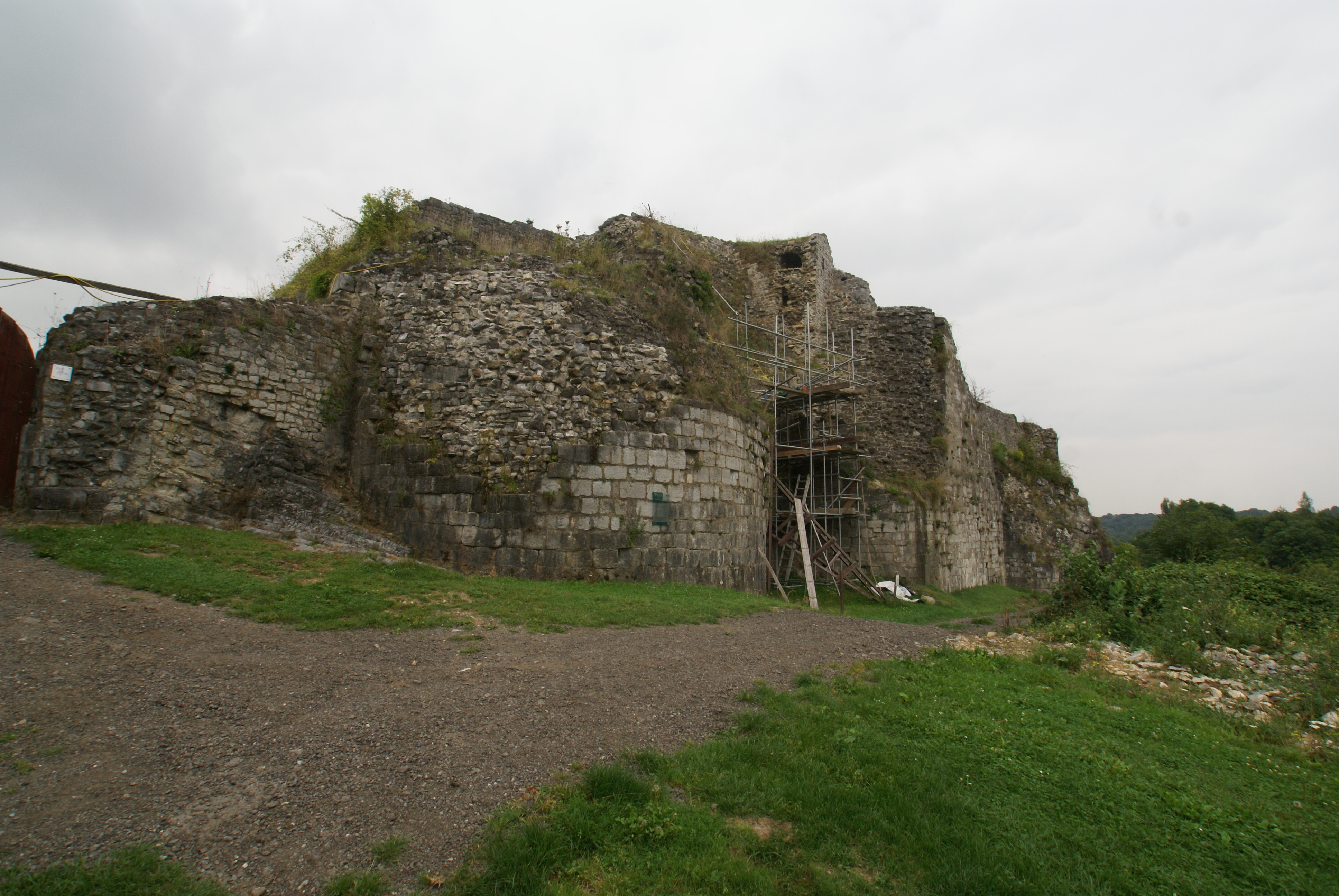
Ruïnes del castell fortificat de Moha

A la mort del darrer comte de Dagsburg el 1212 i malgrat la venda, el seu nebot Enric I de Brabant va exigir el seu heretatge. El conflicte va encruelir-se fins que el 1213 esclatà la batalla de Steps. Brabant va perdre al combat contra una coalició de l'exèrcit de Pierrepont, les milícies de Lieja i el comte de Loon i va haver de cedir a Lieja els seus drets sobre Moha. Va durar encara fins al 1229 fins que va renunciar definitivament.

## Llista de comtes
- Albert I de Moha (o Adalbert I), esmentat en una donació de l'arquebisbe Poppó de Trèveris vers 1040/1044.
- Albert II de Moha (o Adalbert II), possiblement el seu fill. Comte de Dagsburg el 1089 per matrimoni amn Heilwig de Dagsburg. Apareix en donació de 10 de maig de 1096 i la necrològica de Verdun Saint-Vanne registra la seva mort el 24 d'agost de 1098.
- Heilwig 1098-?, casada el 1089 amb Albert II de Moha (germana d'Hug i/o filla de Gerard III)
- Enric Hug I(fill) ?-1037 de Moha i Dagsburg
- Enric Hug II 1037-1178 (fill) de Moha i Dagsburg
- Albert III de Moha i Dagsburg (1178-1212) (fill)